# Scriptoplusia hokowensis
Scriptoplusia hokowensis là một loài bướm đêm trong họ Noctuidae.